# Brote de viruela símica en los Estados Unidos de 2003
El brote de viruela símica en los Estados Unidos de 2003 fue un brote causado por el virus Monkeypox. Marcó la primera vez que apareció la infección de la viruela del simio en los Estados Unidos y la primera vez en el hemisferio occidental. A partir de mayo de 2003, en julio se detectaron un total de 93 casos de viruela símica en humanos en seis estados del Medio Oeste, incluidos Wisconsin (44 casos), Indiana (24), Illinois (19), Ohio (4), Kansas (1), Misuri (1) y Nueva Jersey (1). La causa del brote se atribuyó a las ratas gambianas importadas a los Estados Unidos por un importador de animales exóticos en Texas. Las ratas fueron enviadas desde Texas a un distribuidor de Illinois, que las alojó con perritos de la pradera. No se reportaron muertes ni se encontró transmisión de persona a persona. Todos los casos involucraron contacto directo con perritos de la pradera infectados. Se usaron microscopía electrónica y pruebas por reacción en cadena de la polimerasa e inmunohistoquímica para confirmar que el agente causante era la viruela del simio humano.

## Cronología
En mayo de 2003, un perrito de las praderas que compró en una tienda local de mascotas mordió a un residente de Wisconsin de tres años. El niño fue hospitalizado después de desarrollar fiebre de origen desconocido (103 °F), ojos hinchados y una erupción cutánea vesicular roja. Los padres del niño también desarrollaron un sarpullido, pero ningún otro síntoma. Los médicos inmediatamente asociaron los síntomas con la mordedura del animal y reportaron el caso al Departamento de Salud de Milwaukee. Las pruebas tanto del niño como del perrito de las praderas confirmaron que el virus de la viruela símica era el agente causal.
Entre el 15 de mayo de 2003, cuando se diagnosticó por primera vez al paciente índice de tres años, hasta el 20 de junio, fecha del último paciente con un caso de viruela símica confirmado por laboratorio, un total de 71 personas con edades comprendidas entre 1 y 51 años fueron infectadas.

## Fuente
El 9 de abril de 2003, un importador de Texas recibió un envío de 762 roedores africanos de Acra, Ghana. El envío incluía ratas gambianas, ardillas de cuerda, ardillas de árbol, puercoespines africanos de cola de cepillo, lirones y ratones rayados. De los 762 roedores recibidos, 584 (77 %) se enviaron a distribuidores en seis estados estadounidenses y el Japón. Los 178 roedores restantes (23 %) no se pudieron rastrear más allá del importador de Texas debido a la falta de documentación.
Desde el 9 de abril de 2003 hasta el 5 de junio de 2003, se enviaron 584 animales del distribuidor de Texas a distribuidores en Texas (9), Nueva Jersey (1), Iowa (1), Japón (1), Illinois (2), Minesota (1) y Wisconsin (1).
El distribuidor número uno de Illinois recibió ratas y lirones de Gambia. Este distribuidor albergó a los roedores con 200 perritos de la pradera. Este distribuidor enviaba perritos de la pradera a tiendas de mascotas en Wisconsin, Illinois, Indiana, Misuri, Kansas, Carolina del Sur y Míchigan. No se informaron casos humanos de viruela del simio en Japón, Míchigan y Carolina del Sur. Se produjeron casos confirmados por laboratorio en Kansas (1), Misuri (2), Indiana (16), Illinois (12) y Wisconsin (22).
De los 200 perritos de las praderas alojados con ratas y lirones gambianos, 94 dieron positivo para el virus de la viruela del mono, incluidos perritos de las praderas en tiendas de mascotas en Wisconsin (44 casos), Indiana (24), Illinois (19), Ohio (4), Kansas (1), Misuri (1) y un caso en el estado de la costa este de Nueva Jersey. Las ratas y los lirones de Gambia alojados con los perros de la pradera en el distribuidor número uno de Illinois dieron positivo para el virus de la viruela del mono.
La incidencia más reciente de viruela del simio antes del brote del Medio Oeste estadounidense ocurrió en la República Democrática del Congo en 1996 a 1997, con 88 casos notificados. No se produjeron muertes en el brote del Medio Oeste. Esto se atribuyó a la pronta atención médica recibida y al nivel de vida en los Estados Unidos, que incluye jabón, agua corriente, lavadoras, vendajes estériles y el uso hospitalario de precauciones universales, incluido aislamiento, bata, mascarilla, guantes y lavado de manos.

## Transmisión
No se encontró transmisión de persona a persona durante este brote. Se encontró que todos los casos fueron el resultado directo del contacto con perros de la pradera infectados. Se ha informado de transmisión de persona a persona en África central y occidental.

## Signos y síntomas
El inicio de la enfermedad entre los pacientes en los Estados Unidos comenzó a principios de mayo de 2003. Los pacientes típicamente experimentaron fiebre, dolores de cabeza, dolores musculares, escalofríos y tos no productiva. Esto fue seguido de 1 a 10 días después por el desarrollo de una erupción papular generalizada que se desarrolló primero en el tronco, luego en las extremidades y la cabeza. Las pápulas evolucionaron a través de fases de vesiculación, pustulación, umbilicación y formación de costras. Todos los pacientes informaron contacto directo o cercano con perritos de las praderas adquiridos recientemente.

## Tratamiento
No se conoce un tratamiento antiviral directo para la viruela del simio, solo atención de apoyo y prevención de infecciones secundarias. Se ha demostrado que el uso de precauciones universales en el cuidado de las personas con la enfermedad previene la transmisión de persona a persona. Sin embargo, la inoculación con la vacuna contra la viruela ha demostrado ser efectiva para disminuir la progresión de la enfermedad en aquellos con infección activa y en la prevención de la enfermedad en la población general.

### Uso de la vacuna contra la viruela
En el brote del Medio Oeste, los Centros para el Control y Prevención de Enfermedades emitieron una guía sobre el uso de la vacuna contra la viruela, el cidofovir y la inmunoglobulina vaccinia. Veintiséis residentes en cinco estados recibieron la vacuna contra la viruela. Esto incluyó a 24 adultos y dos niños. Entre los adultos vacunados había dos trabajadores de laboratorio, antes de la exposición y 24 personas después de la exposición (11 trabajadores de la salud, siete contactos domésticos, tres trabajadores de laboratorio, dos veterinarios de salud pública y un contacto laboral). Un adulto que fue vacunado cuando era niño no tuvo una reacción importante a la vacuna ni "tomó" 7 días después de la vacunación y requirió una revacunación.
No se informaron reacciones adversas a la vacuna contra la viruela al Sistema de notificación de eventos adversos de vacunas.

## Nuevas medidas
Para evitar que el virus de la viruela del simio ingrese nuevamente a los Estados Unidos, los Centros para el Control de Enfermedades prohibieron la importación de todos los roedores africanos. La Administración de Drogas y Alimentos de EE. UU. también emitió órdenes que prohíben el envío interestatal de perritos de las praderas y todos los roedores africanos.